# Brachypalpus nigrifacies
Brachypalpus nigrifacies är en tvåvingeart som beskrevs av Stackelberg 1965. Brachypalpus nigrifacies ingår i släktet mulmblomflugor, och familjen blomflugor. Inga underarter finns listade i Catalogue of Life.